# Font de Foncalada
La font de Foncalada és una font d'aigua potable construïda per ordres del rei asturià Alfons III a la ciutat d'Oviedo  i situada al carrer del seu mateix nom, Foncalada (del llatí fonte incalata). Dins de l'art prerromànic a Astúries és l'únic exemple de la seva classe conservat fins als nostres dies, a més de l'únic vestigi o resta de construcció amb fi d'utilitat pública de l'Alta Edat Mitjana dins de la ciutat. És considerat el monument civil en ús continuat més antic d'Espanya.

## Història
La seva construcció està basada en les obres civils romanes i segons una recerca realitzada per Francisco Borge, associada recentment a l'aparició de restes romanes al carrer de la Rúa, va ser construïda al costat de la calçada romana que unia el nord i el sud de la regió i que també passava per davant de l'església de Sant Julià dels Prats, segons l'estudi de les seves inscripcions es creu que la seva construcció data de la primera meitat del segle ix atribuint-se al rei Alfons II.
La seva primera aparició documental data de finals del segle xi. El seu nom prové d'una inscripció que es troba en ella fontem calatam, es pot traduir per font invocada. Segons els recents treballs arqueològics, duts a terme per Sergio Ríos i César García de Castro, han demostrat que es va tractar d'un edifici monumental destinat a banys, dotat a més d'una important càrrega simbòlica religiosa, amb relació a la identificació de les aigües, potencialment curativas, amb Jesucrist, invocat com “Salvs” en les inscripcions que cobreixen completament el front del monument. Dins de les inscripcions en el vèrtex del frontó es pot veure la Creu de la Victòria, característica d'Alfons III, amb el Alpha i Omega apocalíptiques.
Sota la creu, apareixen dues inscripcions (imatge inferior) les traduccions de la qual són les següents:
- (HOC SIGN) O TVETVR PIVS, HOC SIGNE VI (NCITVR, INIMICVS)

Aquest signe protegeix al piadós. Aquest signe venç a l'enemic
- (SIGNVM SALVTIS PO) NE DOMINI IN FONTE (ISTA VT SENAR PERMETIS) INTROIRE ANGELVM PERCV (TIENTEM)

Senyor, posa el signe de la salvació en aquesta font perquè no permetis entrar a l'àngel colpejador
El text respon a la fórmula usual empleada pel monarca Alfons III i gravada en les seves construccions edilicias: palau, castell-fortalesa, etc., les inscripcions de la qual es conserven, en l'actualitat, amb certa profusió.
Existeixen altres restes d'inscripcions però el seu grau de deterioració és tan avançat que dificulta la seva lectura i interpretació.

## Construcció

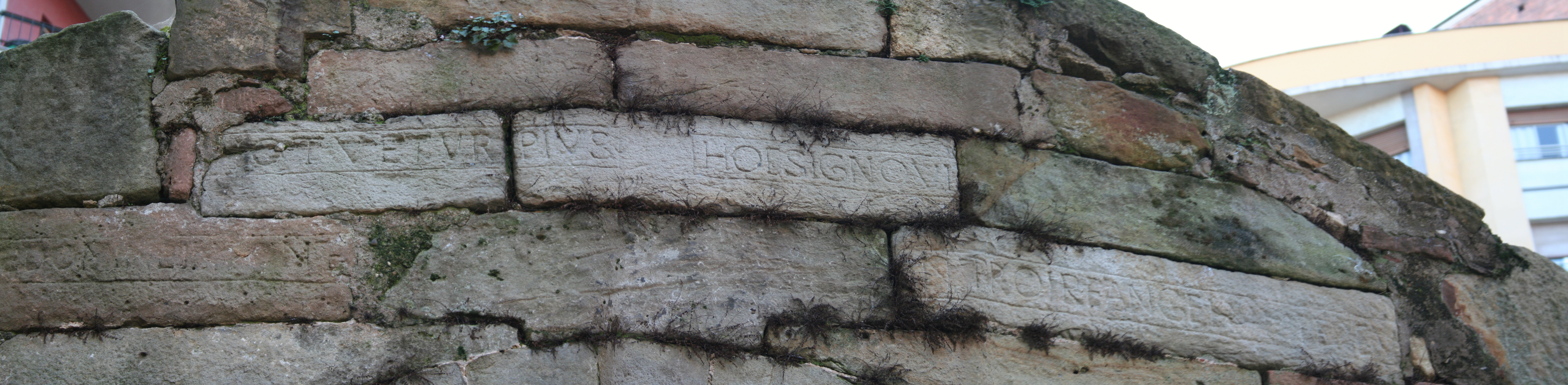
Inscripció.

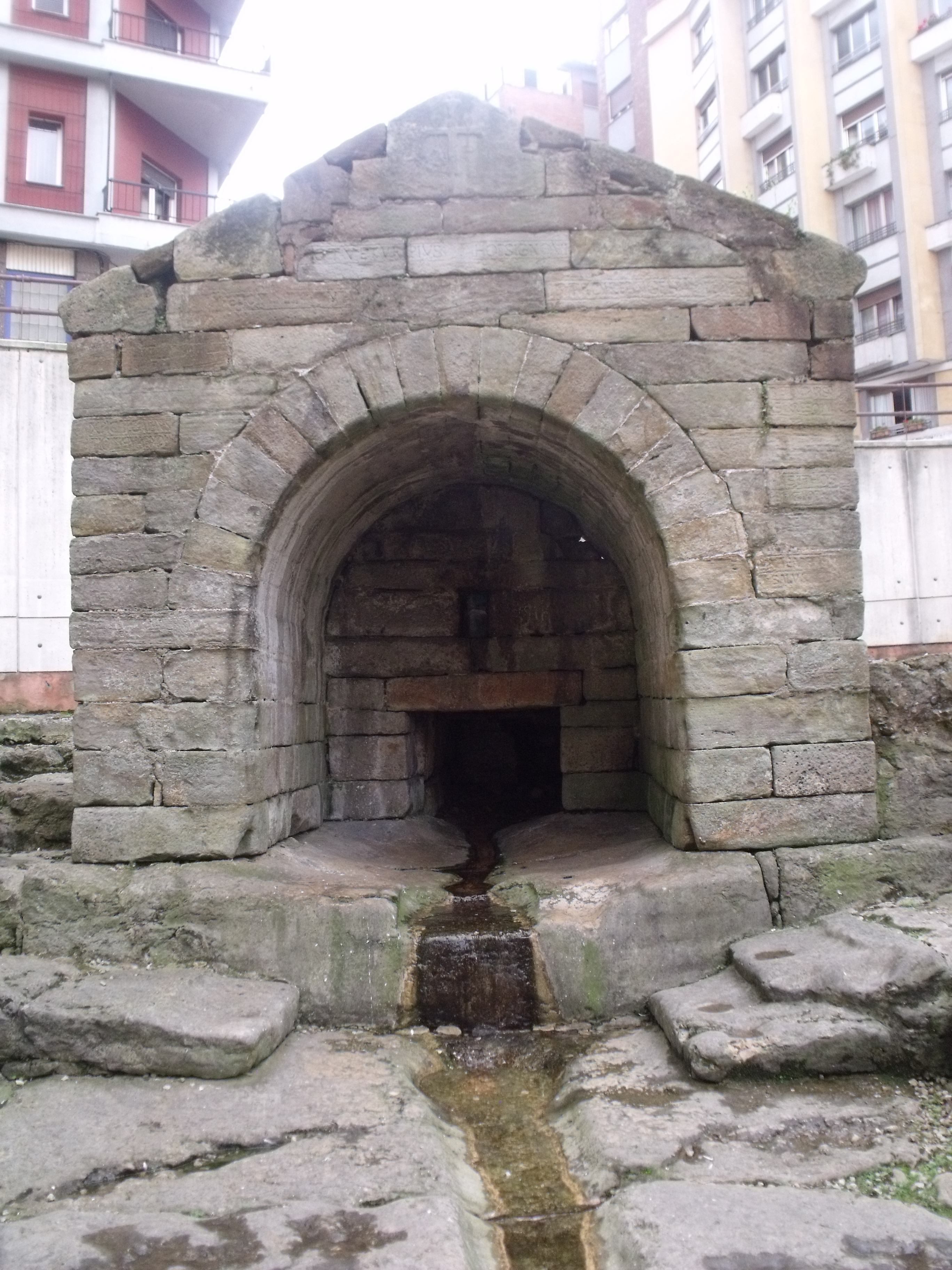
Interior de la font de Foncalada.

Arquitectònicament la font és de planta rectangular d'aproximadament 4 metres d'ample amb coberta a dues aigües, té de templet, amb una obertura central a manera de porta, un arc de mig punt amb perfectes dovelles emmarca la mateixa. Aquest espai amb volta de canó allotja la font per la qual fluïa la deu. Tot això construït en carreus amb un el frontó triangular. El canal d'alimentació està format per una gran caixa de blocs calcaris. L'última intervenció arqueològica va permetre posar al descobert el primitiu canal de drenatge. Trobant-se, a més una part de la cumbrera ornamentada original i un carreu amb la inscripció TIENTEM que faltava en l'esmentat text inscrit en un dels seus frontals i que pertanyia a la paraula PERCVTIENTEM.
Restaurada en els anys 90, va ser declarada Patrimoni de la Humanitat per la Unesco en 1998 com a part de la denominació Monuments d'Oviedo i del Regne d'Astúries.